# 爱慕思
愛慕思（英語：IAMS）創始於1946年美國，由獸醫師、營養學家共同研發，適合不同生命階段犬貓的營養配方。現為瑪氏食品（Mars, Incorporated） （页面存档备份，存于）旗下的知名國際寵物食品品牌。
瑪氏食品（Mars, Incorporated）於2014年從寶潔公司（P&G）收購品牌愛慕思（IAMS）後，不斷改善產品品質，生產廠房除通過一系列嚴格品質檢驗外，愛慕思產品更遵循來自世界寵物營養保健權威 - 威豪™寵物營養研究中心的標準，並與研究中心的獸醫與營養學家共同研發。

## 歷史沿革
在20世紀40年代，由於商店不銷售寵物食品，寵物一般都是由家庭自製食物餵養，一般都是一些剩飯剩菜。一個1938年從俄亥俄州立大学大學畢業的動物營養學家保羅·愛慕思，於1946年在俄亥俄州代頓附近的一處飼料加工廠建立了愛慕思公司。1950年，他發明了世界上第一個動物源性蛋白為主要配方的狗糧，並命名為愛慕思999。1969年，保羅·愛慕思配製出了另一種新狗糧，並命名為優卡。在建立愛慕思和優卡之前，保羅·愛慕思曾為許多公司，包括他父親位於代頓的飼料公司工作過。
1973年，阿拉伯石油禁運危機期間，肉類和骨粉的成本價格翻了三倍，但銷售價格卻因當時理察·尼克森總統的全國性工資及價格管制政策而鎖定住。愛慕思並沒有在價格管制期間更改配方，因而公司在那段時間幾乎破產。1970年加入公司的克雷·馬蒂爾在1975年的時候收購了公司的一半股份。到了1982年，他成為公司的實際控制人和董事長。在將公司的營業額從1970年的10萬美元擴大到1999年的9億美元後，馬蒂爾於1999年9月將公司賣給了寶僑公司。2006年7月，寶僑公司將原先的寵物健康及營養部門重整成為寶僑寵物關愛部門（由愛慕思和優卡品牌構成）。
22014年4月，寶僑公司（Procter & Gamble）宣佈，將以29億美元現金向瑪氏公司出售全球IAMS、除歐洲以外的所有市場的Eukanuba和Natura寵物食品品牌。瑪氏表示，這筆交易將使其能夠獲得新業務併產生現金來發展核心業務。

## 愛慕思節日家庭
1999年，海倫伍德沃德動物中心聯合愛慕思建立了一個假期寵物領養活動—愛慕思節日家庭活動（Iams Home 4 the Holidays, IH4TH）。該活動最早在聖地牙哥的14個動物救助站開始，現在已經擴展到21個國家的3,500個網點。從1999年開始，這個寵物領養活動已經幫助460萬寵物找到了新的家庭。
2008年和2009年，作為寵物領養倡導者的女演員菲麗西提·霍夫曼和希拉蕊·斯旺克成為了IH4TH項目的名人大使。2010年，500萬分餐食經IH4TH的碗袋活動捐贈到了諸多動物收容站。

## 爭議
通過辛辛那提基金會一生的朋友基金籌款，愛慕思將募集的資金用到幫助全球受到自然災害影響的寵物。
2002年，由善待動物組織拍攝的一部影片批判愛慕思在外部實驗室進行動物實驗。2003年，愛慕思結束了與辛克萊研究中心的合作關係，並指出被拍攝到的活動違背了公司的嚴格的長期存在的動物研究政策。據愛慕思的報告，從2006年開始，研究活動都是在寵物主人家裡，寶僑公司寵物健康和營養中心以及動物救助站中展開。這些研究都會受到美國愛護動物協會的臨時抽檢。

## 外部連結
- 官方网站